# Kanton Saint-Donat-sur-l'Herbasse
Kanton Saint-Donat-sur-l'Herbasse is een voormalig kanton van het Franse departement Drôme. Het kanton maakte deel uit van het arrondissement Valence. Het werd opgeheven bij decreet van 20 februari 2014 met uitwerking op 22 maart 2015. Alle gemeenten werden opgenomen in het nieuwe kanton Drôme des collines.

## Gemeenten
Het kanton Saint-Donat-sur-l'Herbasse omvatte de volgende gemeenten:
- Arthémonay
- Bathernay
- Bren
- Charmes-sur-l'Herbasse
- Chavannes
- Margès
- Marsaz
- Montchenu
- Saint-Donat-sur-l'Herbasse (hoofdplaats)